# Pa d'àngel

Detall de la crítica de la pel·lícula Pa d´Àngel escrita per Jaume Lorés a La Vanguardia el febrer de 1984

La pel·lícula Pa d'àngel  és una comèdia catalana, estrenada l'any 1984 dirigida per Francesc Bellmunt. Ha estat doblada al castellà.

## Sinopsi
Barcelona, 1983. Agustí Martorell és un advocat d'esquerres, ateu i antic lluitador antifranquista, que descobreix que la seva filla Esther, de 15 anys, influïda per les classes de religió opcionals de Mossèn Parcerisas, un capellà progre i post consiliar, s'ha convertit al catolicisme i s'ha batejat en secret. Agustí, però, reacciona davant d'aquesta conversió amb la mateixa ineptitud i intolerància que els seus pares quan van descobrir el seu ateisme.

## Repartiment
- Llorenç Santamaria... Agustí Martorell
- Eva Cobo 	... Ester Martorell
- Pierre Oudrey...
- Patrícia Soley-Bertran ... Diana López
- Francesc Albiol
- Pere Ponce... 	Sergi
- Joan Borràs... Policia municipal
- Josep Maria Cañete ... Màrius

## Guardons
Per la seva actuació al film, Pere Ponce va rebre el premi al millor actor als III Premis de Cinematografia de la Generalitat de Catalunya.